# Досиетата Грим
Грим (на английски: Grimm), излъчван в България под името „Досиетата Грим“, е американски сериал на телевизия NBC.
Първият епизод е пуснат в ефир на 28 октомври 2011 г. На 19 март 2014 г. сериалът е подновен за четвърти сезон, чиято премиера се състои на 24 октомври. На 5 април 2016 г. сериалът е подновен за шести сезон, но само с 13 епизода. На 29 август 2016 г. телевизия NBC обявява, че сериалът няма да бъде подновен за седми сезон.

## Резюме
Разследващият полицай Никълъс Буркхарт от отдел убийства работи в участък в Портланд, Орегон. Той води съвсем нормален живот заедно с приятелката си – Джулиет Силвъртън. Но внезапната поява на леля му – Мари Кеслар – преобръща целия му спокоен живот. Той научава, че принадлежи към група защитници, по-известни като гримове, които са натоварени с нелеката задачата да поддържат равновесието между хората и митичните същества, известни като весени (на немски означава същество или създание), които обитават света. На Ник му се налага да се изправи срещу много и различни весени, но не е сам в това свое приключение, той може да разчита на своя партньор – Ханк Грифин, и на своя приятел – Монро, който е весен.